# Каскада (група)
Вижте пояснителната страница за други значения на Каскада.
„Cascada“ е германска евроденс група, съставена от 3 души – вокалистката от английско-немски произход Натали Хорлер, DJ Manian и Ян Пайфер. Групата е продала повече от 11 милиона копия на трите си албума по целия свят.
Една от хитовите песни на групата е „Everytime We Touch“, с която „Cascada“ са номинирани на Световните музикални награди през 2007. През 2008 година пускат сингъла „What Hurts the Most“, който се изкачва по денс класациите в Европа, а през 2009 година „Evacuate the Dancefloor“ достига 1-во място в британската класация за сингли.
Представят Германия на „Евровизия 2013“ в Малмьо с песента „Glorious“.

## Дискография
Албуми
- Everytime We Touch (2006)
- Perfect Day (2007)
- Evacute the Dancefloor (2009)
- Original Me (2011)

Сингли
- Miracle (2004)
- Bad Boy (2004)
- Everytime We Touch (2005)
- "How Do You Do!" (2005)
- Truly Madly Deeply (2006)
- A Neverending Dream (2006)
- "Wouldn't It Be Good" (2006)
- Ready for Love (2006)
- What Hurts the Most (2007)
- "What Do You Want from Me?" (2008)
- Because the Night (2008)
- Faded (2008)
- Perfect Day (2009)
- Evacute the Dancefloor (2009)
- Fever (2009)
- Dangerous (2009)
- Pyromania (2010)
- San Francisco (2011)
- Au Revoir (2011)
- Night Nurse (2011)
- Summer of Love
- Blink (2014)

Групата се радва на изключително голям успех. Пяла е на много места и в много държави.